# Ерика Джеймс
Ерика Джеймс (на английски: Erica James) е английска писателка на произведения в жанра драма и любовен роман.

## Биография и творчество
Ерика Джеймс е родена през 1960 г. в Редхил, Съри, Англия. Израства на остров Хейлинг, Хемпшър. Живее в Чешър и Йоркшир. Омъжва се на 19 години. Работи като секретарка, а след това има малък плетачен бизнес. През 1989 г. отива за известно време със съпруга си в Белгия, където решава да промени живота си. Започва да пише след като посещава на курс по творческо писане на Фондация „Арвон“.
Първият ѝ роман „A Breath of Fresh Air“ (Дъх на свеж въздух) е издаден през 1996 г.
Произведенията на писателката често са в списъците на бестселърите. Те са преведени на 13 езика и са издадени в над 5 милиона екземпляра по света.
Ерика Джеймс живее в живописно село в Съфолк и във вила купена през 2007 г. на езерото Комо в Италия.

## Произведения

### Самостоятелни романи
- A Breath of Fresh Air (1996)
- Time for a Change (1997)
- Airs and Graces (1997)
- A Sense of Belonging (1998)
- Act of Faith (1999)
- The Holiday (2000)
- Precious Time (2001)
- Hidden Talents (2002)
- Paradise House (2003)
- Love and Devotion (2004)
- Gardens of Delight (2005) – награда за любовен роман на годината
- Tell It to the Skies (2007)
- It's the Little Things (2009)
- The Queen of New Beginnings (2010)
- Promises, Promises (2010)
- The Real Katie Lavender (2011)
Тайната история на Кейти Лавендър, изд.: ИК „Труд“, София (2019), прев. Борис Дамянов
- The Hidden Cottage (2012)
- Summer at the Lake (2013)
- The Dandelion Years (2015)
Дъжд от глухарчета, изд.: ИК „Труд“, София (2018), прев. Валентина Петрова
- The Song of the Skylark (2016)
Песента на чучулигата, изд.: ИК „Труд“, София (2018), прев. Цветелина Тенекеджиева
- Coming Home to Island House (2018)
- Swallowtail Summer (2019)